# Maes (rappeur)
Pour les articles homonymes, voir Maas.
Maes, de son vrai nom Walid Georgey, né le 10 janvier 1995 à Villepinte en Seine-Saint-Denis, est un rappeur français.

## Biographie

### Enfance et débuts
Maes, de son vrai nom Walid Georgey, est né le 10 janvier 1995 à Villepinte en Seine-Saint-Denis d'une famille d'origine marocaine.
Maes commence à rapper à l'âge de 14 ans avec ses amis Radmo et SY, formant le groupe MSR. Après le lycée, il est incarcéré 18 mois à la maison d'arrêt de Villepinte de début 2016 à fin 2017.

### Carrière

#### Premières mixtapes (2017-2018)
Durant son incarcération, Maes sort son premier projet, une mixtape intitulée Réelle Vie. Quelque temps après sa sortie de prison, il se fait remarquer avec la série de clips #MaesEstLibérable ; il assure ensuite notamment la première partie du groupe 13 Block lors d'un concert à La Bellevilloise le 10 décembre 2017. Le 2 mars 2018, le rappeur sort sa deuxième mixtape : Réelle Vie 2.0.
Maes signe sur le label Millenium, filiale de Capitol Music France, quelques mois après la sortie de ce projet.

#### Pure(2018)
En juillet 2018, Maes publie la chanson Billets verts, qui remporte un grand succès et sera certifiée or en France. Trois mois après, il sort Avenue Montaigne (d'après la luxueuse artère parisienne). Ce single est suivi par Madrina en collaboration avec Booba. Maes annonce alors la sortie de son premier album studio : Pure.
Tourné à Bogota, le clip de Madrina paraît fin novembre 2018. Deux jours après, le 30 novembre 2018 l'album sort. Ce premier opus s'écoule à 17 047 exemplaires dès la première semaine. Une semaine plus tard, la chanson Madrina se hisse à la tête des classements français ; elle est certifiée or ce même mois de décembre 2018 – depuis certifiée diamant. Le premier album de Maes est certifié disque d'or début janvier 2019 puis disque de platine en juillet.

#### Les Derniers Salopards(2020)
Le 17 janvier 2020, Maes publie son deuxième album : Les Derniers Salopards. Il comporte 14 titres dont trois featurings avec Booba, Jul et Ninho, respectivement sur les titres Blanche, Dybala  et Distant. Ces trois titres sont certifiés single de diamant,,. L'album devient quant à lui disque d'or en 11 jours puis platine en un mois. Les Derniers Salopards est le troisième album le plus vendu en France en 2020 toutes catégories confondues, derrière VersuS de Vitaa et Slimane et M.I.L.S 3.0 de Ninho. L'album est certifié triple disque de platine en mai 2021 pour s'être écoulé à plus de 300 000 exemplaires.

#### Réelle vie 3.0(2021)
Le 10 novembre 2021, il annonce la date de sortie de son prochain album Réelle vie 3.0, prévue pour le 26 novembre de la même année. L'album est certifié disque d'or le 27 janvier 2022,.
Le 9 décembre 2021, un van et deux Mercedes-Benz Classe G sont incendiées lors du tournage du clip de Kalenji en featuring avec Zkr dans la cité des Beaudottes à Sevran. Deux jours plus tard, le rappeur part pour Dubaï sur fond de tensions.

#### Omerta(2023)
Le 8 février 2023, Maes annonce la sortie de son prochain album, Omerta, sorti le 29 mars 2023 et certifié disque de platine le 7 décembre 2023. L'album comprend 20 titres dont 6 featurings avec Gazo, Koba LaD, Niska, Morad, Gims et Kayna Samet et les titres La Pègre avec Gazo et Velar avec Koba LaD sont certifiés single d'or.

#### La Vie Continue(2024)
Le 19 juillet 2024, Maes publie son quatrième album intitulé La vie continue, certifié disque d'or le 17 octobre 2024. Cet album contient 15 titres incluant des featurings avec Werenoi, PLK et Ninho, ces trois titres ainsi qu'Interpol étant certifiés single d'or.

### Vie privée
Le 7 juin 2022, Maes annonce être papa de jumeaux, presque deux ans jour pour jour après la naissance de son premier enfant.

## Affaires judiciaires
En octobre 2022, une vidéo publiée sur les réseaux sociaux montre Maes en train d'agresser, de menacer et d'intimider un créateur de contenu nommé Aqababe. Ce dernier aurait fait courir la rumeur (non fondée) que Maes avait entretenu une relation homosexuelle. Il aurait kidnappé l'auteur de ces paroles, puis l'aurait emmené dans un lieu inconnu, pour l'agresser et le déshabiller, exigeant des excuses publiques. Les faits, datant de 2019, n'ont été dévoilés au public que quelques années plus tard,,.
En octobre 2023, Maes est visé par un mandat d'arrêt de la justice française, car il ne s'est pas présenté en personne au procès où il devait comparaitre pour des coups de poing datant de 2018.
En juin 2024, Maes est condamné à 10 mois ferme et 10 000 euros d’amende et ne s'est toujours pas présenté au tribunal.
En janvier 2025, Maes est arrêté à Casablanca au Maroc.

## Autres morceaux
- 2018 : Freestyle OKLM
- 2018 : Tokarêve (extrait de la BOF de Taxi 5)
- 2018 : Pack M
- 2018 : 1995 (Skyrock)
- 2019 : NWR
- 2019 : Gorille
- 2019 : Platine (Skyrock)
- 2020 : Partout (Skyrock)
- 2020 : Billet feat Heuss l’enfoiré
- 2021 : Sinaloa (Skyrock)
- 2021 : Ouïghours (Skyrock)
- 2021 : Galois (Skyrock)
- 2021 : Mary jane feat. Leto (Skyrock)
- 2021 : 10 janvier
- 2021 : Elle
- 2022 : Gaviria & Tata
- 2022 : Faux Amis
- 2022 : Signal
- 2022 : 26 années
- 2022 : Guitare
- 2022 : C
- 2022 : LPEF
- 2023 : Poudrière (Skyrock)
- 2023 : Nostalgie
- 2023 : Naufragé
- 2023 : Sous Vide
- 2023 : Nouvelle technologie
- 2023 : Freestyle DVM

### Clips vidéo
| Année | Titre                               | Réalisateur            | Album                  |
| ----- | ----------------------------------- | ---------------------- | ---------------------- |
| 2014  | Ceux qui Menent la danse (feat. 2G) | NC                     | Hors album             |
| 2014  | Zemel                               | Obeurnoir              | Hors album             |
| 2015  | Off                                 | Obeurnoir              | Hors album             |
| 2015  | Machiavélique (feat. Dixane & SY)   | Ordell B Prod          | Hors album             |
| 2015  | Sacré colis                         | Obeurnoir              | Hors album             |
| 2015  | Si tu savais                        | Saw Prod               | Hors album             |
| 2015  | Tu connais                          | Obeurnoir              | Hors album             |
| 2015  | La stup (feat. Diosang)             | Saw Prod               | Hors album             |
| 2016  | Faut qu'on s'barre                  | Saw Prod               | Hors album             |
| 2016  | #LibérezMaes                        | NC                     | Hors album             |
| 2017  | Libérable                           | NC                     | Réelle vie 2.0         |
| 2017  | TMax 530                            | Junior Ratchel         | Réelle vie 2.0         |
| 2017  | RS6                                 | Junior Ratchel         | Réelle vie 2.0         |
| 2018  | Sur moi                             | Junior Ratchel         | Réelle vie 2.0         |
| 2018  | Sale histoire                       | Obeurnoir              | Réelle vie 2.0         |
| 2018  | Switch Up                           | Fanatik Prod           | Réelle vie 2.0         |
| 2018  | Billets verts                       | Fanatik Prod           | Pure                   |
| 2018  | Avenue Montaigne                    | Fanatik Prod           | Pure                   |
| 2018  | Madrina (feat. Booba)               | Fanatik Prod           | Pure                   |
| 2019  | Mama                                | Fanatik Prod           | Pure                   |
| 2019  | Street                              | Fanatik Prod           | Les Derniers Salopards |
| 2020  | Distant (feat. Ninho)               | Fanatik Prod           | Les Derniers Salopards |
| 2020  | Blanche (feat. Booba)               | Romain Cieutat         | Les Derniers Salopards |
| 2020  | Dragović                            | Nocolor Films          | Les Derniers Salopards |
| 2020  | Prioritaire                         | Agaprod                | Les Derniers Salopards |
| 2021  | T-MAX 560                           | Cedric Dubourg         | Réelle vie 3.0         |
| 2021  | Kalenji (feat. Zkr)                 | Hustler Game Premium   | Réelle vie 3.0         |
| 2022  | Fetty Wap                           | Hustler Game Premium   | Omerta                 |
| 2023  | Galactic                            | Hustler Game Premium   | Omerta                 |
| 2023  | Malembé (feat. Gims)                | Hustler Game Premium   | Omerta                 |
|       | Bercy                               |                        |                        |
|       | Méchant                             |                        | Omerta                 |
|       | Akatsuki                            |                        |                        |
| 2024  | 4Motion (feat. PLK)                 | Slam Créations Studios | La vie continue        |
| 2024  | MAGIE                               |                        | La vie continue        |
| 2024  | INTERPOL                            |                        | La vie continue        |